# 大岡山キッズパーク
大岡山キッズパーク（おおおかやまキッズパーク）は、兵庫県豊岡市の神鍋高原にあったスキー場である。

## 特徴
- ゴルフ場を利用したコースであり、斜面は緩く、ファミリー向けのスキー場である。標高が650mと高いため、雪質は悪くない。

かつては2機のリフトが運営されていたが、現在はロープトウのみとなっている。
なお、2004-5年シーズン、2005-6年シーズンを休業し、廃止された。

## コース（2003-2004年シーズン）
- リフト本数― 0本
- ロープトウ― 1基
- 最長滑走距離― 200m
- 総コース数― 1コース
- 最大斜度― 10度
- 標高トップ― 650m
- コース難易度― 初級100%・中級0%・上級0%
- スノーボード― 全面滑走可